# The New Guy
The New Guy är en amerikansk långfilm från 2002 i regi av Ed Decter, med DJ Qualls, Eliza Dushku, Zooey Deschanel och Jerod Mixon i rollerna.

## Handling
En high school-elev som är brännmärkt som ocool och en skugga, bestämmer sig för att börja om på nytt. Han får sig själv reglerad från skolan han går på, och söker sig till en annan, där han kan vara precis som han vill. Han får till sin hjälp en intern på ett fängelse, som lär honom hur man blir cool. Vad han däremot inte får lära sig av andra är hur man kan vara cool, bara genom att vara sig själv.

## Rollista
| DJ Qualls         | – Dizzy          |
| Eliza Dushku      | – Danielle       |
| Zooey Deschanel   | – Nora           |
| Jerod Mixon       | – Kirk           |
| Parry Shen        | – Glen           |
| Lyle Lovett       | – Bear           |
| Eddie Griffin     | – Luther         |
| Sunny Mabrey      | – Courtney       |
| Ross Patterson    | – Conner         |
| Matt Gogin        | – Ed Ligget      |
| Horatio Sanz      | – Dansinstruktör |
| Tony Hawk         | – Sig själv      |
| Geoffrey Lewis    | – RekterZaylor   |
| Charlie O'Connell | – Charlie        |
| Gene Simmons      | – Pastor         |